# Madison Hu
Madison Hu (Longview, 2 giugno 2002) è un'attrice statunitense.
È nota per aver interpretato il ruolo della co-protagonista Frankie nella serie di Disney Channel Bizaardvark e per il suo precedente ruolo ricorrente come Marci nella serie Disney Channel Best Friends Whenever

## Biografia
Hu è nata in Texas, figlia di immigrati cinesi. Ha un fratello maggiore, nato in Cina. Ha dichiarato che i suoi genitori sono emigrati per iniziare una nuova vita. Più tardi, si trasferì nel sud della California, dove iniziò a lavorare come attrice. Nel 2015 ottiene un ruolo ricorrente nella serie TV di Disney Channel Best Friends Whenever. Successivamente, la stessa rete le affida il ruolo di co-protagonista, al fianco di Olivia Rodrigo, della serie televisiva Bizaardvark, che va in onda dal 2016 al 2018 per un totale di tre stagioni. In seguito alla chiusura della serie, Hu debutta in ambito cinematografico recitando nel film Voyagers. Nel 2023 viene confermata nel cast principale del film The Boogeyman.
Nel 2024 interpreta Grace, personaggio ricorrente nella miniserie Netflix "The Brothers Sun".

## Filmografia

### Attrice

#### Cinema
- Bad Words, regia di Jason Bateman (2013)
- Voyagers, regia di Neil Burger (2021)
- Night Shift, regia di Benjamin China e Paul China (2023)
- The Boogeyman, regia di Rob Savage (2023)

#### Televisione
- The Goldbergs – serie TV, episodio 2x02 (2014)
- Tosh.0 – serie TV, episodio 6x28 (2014)
- Best Friends Whenever – serie TV, 6 episodi (2015-2016)
- Grace and Frankie – serie TV, episodio 1x07 (2015)
- The Kicks – serie TV (2015)
- Bizaardvark – serie TV, 63 episodi (2016-2019)
- The Misadventures of Psyche & Me – miniserie TV, 2 puntate (2018)
- The Brothers Sun –  serie TV Netflix, 8 puntate (2024)

#### Videoclip musicali
- DuckTales Theme Song, regia di Kerri-Anne Lavin (2017)
- SOUR Prom di Olivia Rodrigo, regia di Toby L. e Kimberly Stuckwisch (2021)
- bad idea right? di Olivia Rodrigo, regia di Petra Collins (2023)

### Doppiatrice

#### Televisione
- Robot Chicken – serie TV, episodio 11x29 (2022) – Kayla

## Riconoscimenti
- Legionnaires of Laughter Legacy Awards
  - 2018 – Candidatura alla miglior artista in una commedia per bambini per Bizaardvark

## Doppiatrici italiane
Nelle versioni in italiano delle opere in cui ha recitato, Madison Hu è stata doppiata da:
- Lucrezia Marricchi[7] in Bizaardvark (voce)[8]
- Margherita De Risi[9] in Bizaardvark (canto)[8]
- Luna Iansante[10] in The Boogeyman[11]
- Virginia Brunetti in The Brothers Sun